# Вишхарв (Ванч)
Вишхарв (тадж. Вишхарв) — сельский населённый пункт (тадж. деҳа) в Ванджском районе Горно-Бадахшанской автономной области Республики Таджикистан. 
Административно относится к сельской общине (джамоату) Язгулом.
Расположен в высокогорном районе, в долине реки Язгулям. Расстояние от села до районного центра (село Ванч) — 73 км, до общинного центра (село Будун) — 7 км.  
Население — 735 человек (2017 г.), язгулямцы. 